# Ryuji Sugimoto
Ryuji Sugimoto (杉本 竜士 Sugimoto Ryūji?, Fuchū, Tokio, 1 de junio de 1993) es un futbolista japonés que juega de delantero en el Thespakusatsu Gunma de la J2 League.

## Trayectoria

### Clubes
| Club                          | País  | Año       |
| ----------------------------- | ----- | --------- |
| Tokyo Verdy                   | Japón | 2011-2016 |
| F. C. Machida Zelvia (cedido) | Japón | 2013      |
| Nagoya Grampus                | Japón | 2017-2018 |
| Tokushima Vortis              | Japón | 2018-2019 |
| Yokohama F. Marinos           | Japón | 2020-2021 |
| Yokohama FC (cedido)          | Japón | 2020      |
| Tokyo Verdy                   | Japón | 2021-2023 |
| Thespakusatsu Gunma (cedido)  | Japón | 2023      |
| Thespakusatsu Gunma           | Japón | 2024-     |